# Avstenitno jeklo
Avstenitna jekla so praviloma nemagnetna jekla, zelo odporna proti obrabi, zelo žilava in imajo povečano odpornost proti koroziji.

## Lastnosti
Pri avstenitnih jeklih ni možna sprememba kristalne strukture gama v alfa in zato teh jekel ni mogoče toplotno obdelati. Lahko jih močno plastično deformiramo in rekristalizacijsko žarimo, da dobimo drobna kristalna zrna. 
Avstenitna jekla imajo nizko napetost tečenja, toda visoko stopnjo utrjevanja s plastično deformacijo v hladnem stanju; deformacijsko utrjanje. K tem jeklom spada tudi manganovo trdo jeklo, ki je po plastični deformaciji v hladnem izredno trdo in ga uporabljamo pri drobilnikih in gradbenih strojih (manganovo trdo jeklo vsebuje do 12 % Mn). Čista nikljeva jekla se zelo redko uporabljajo. To so jekla s posebno toplotno razteznostjo in so važna pri gradnji instrumentov. Do 20 % Ni se razteznost veča in od 20 do 30 % se razteznost manjša. Pri 36 % praktično ni več toplotnih raztezkov. Taka jekla so znana pod imenom invar jekla.
Elementi, ki razširjajo gama-področje so Mn, Ni, Co, C in Cu. Pri dodatku niklja se gama-področje močno razširi in pri določeni vsebnosti niklja je gama-Fe obstojno pri sobni temperaturi (~30 % Ni). Takšna jekla so od sobne temperature do tališča v avstenitnem področju, od koder tudi dobijo ime. 